# Bilál ibn Ribáh

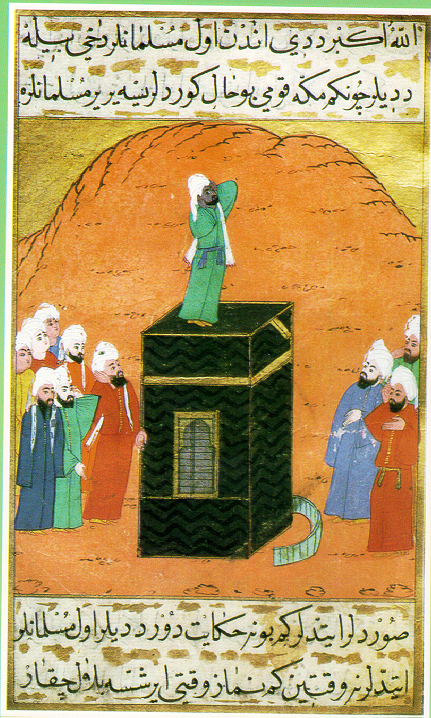

Bilál ibn Ribáh a legkorábbi muszlimok egyike. Eredetileg egy mekkai nemes afrikai származású rabszolgája volt, akit az megkínzott, de a kínzások közepette is csak annyit volt képes mondani, hogy „Ahad, Ahad”, azaz hogy a Teremtő egyetlen. Abu Bakr, a legelső muszlim és legelső kalifa szabadította fel.
Medinában ő lett az első imára hívó, azaz müezzin, mert az ő hangja volt a leghangosabb és a legszebb. Ha Mohamed prófétát túlságosan elfoglalták az e világi gondok, mindig őt kérte arra, hogy mondja el az adzánt, azaz az imára hívást.
Mohamed próféta halála után, a legtöbb kortárshoz hasonlóan elhagyta az Arab-félszigetet: Damaszkuszba költözött. Egyszer még visszatért Medinába, de imára hívására olyan heves zokogásban törtek ki a medinaiak, hogy végleg elhagyta a várost. 
Szíriában hunyt el.